# Aeropuerto de Beni Mellal
El aeropuerto Beni Mellal-Oulad Yaich es un aeropuerto situado a ocho kilómetros al noroeste de la ciudad de Beni Melal que fue inaguado el 19 de mayo de 2014 por el propio rey de Marruecos acompañado del Ministro de Fomento. La infraestructura tiene una capacidad de 150 000 pasajeros al año, con una terminal que consta de 1500 m² (metros cuadrados).
En un principio este aeropuerto era un aeródromo pero, después de las obras de reconstrucción y de reordenación que necesitaron un presupuesto de 195,5 millones de dírhams, se convirtió en un aeropuerto. 
Las instalaciones están dotadas de equipamientos de última tecnología que responden a las exigencias internacionales en materia de seguridad y de calidad de los servicios y de una arquitectura que optimiza los espacios para una fluida gestión de los pasajeros.

## Aerolíneas y destinos

### Destinos internacionales
| Ciudades por países | Nombre del aeropuerto               | Aerolíneas |
| Europa              | Europa                              | Europa     |
| ------------------- | ----------------------------------- | ---------- |
| España              |                                     |            |
| Gerona              | Aeropuerto de Gerona                | Ryanair    |
| Italia              |                                     |            |
| Bérgamo             | Aeropuerto de Bérgamo-Orio al Serio | Ryanair    |